# Luana DeVol
Luana DeVol, auch Luana De Vol (* 30. November 1942 in San Mateo, Kalifornien) ist eine amerikanische Opernsängerin (Sopran).

## Leben
Luana DeVol begann in Kirchen- und College-Chören. Später war sie Mitglied im Chor der San Francisco Opera. Nach weiteren Gesangsstudien an der United States University in San Diego sowie unter anderem bei dem Tenor Jess Thomas trat sie als Solistin auf. Sie sang an der San Francisco Opera, in Seattle und in Stuttgart. Von 1983 bis 1986 war sie am Stadttheater Aachen engagiert. 1986 wurde sie Ensemblemitglied des Nationaltheater Mannheim. Von hier aus entwickelte sich eine Internationale Karriere mit Auftritten in Berlin, Frankfurt, Hamburg, München, Bologna, Mailand, Paris, Zürich, Wien sowie bei den Bayreuther Festspielen und den Salzburger Festspielen. Zu ihrem Repertoire gehören vorwiegend hochdramatische Sopranrollen in den Opern von Richard Wagner und Richard Strauss.  In den Jahren 1997 und 2000 war Luana DeVol Sängerin des Jahres im Jahrbuch der Zeitschrift Opernwelt.

## Diskografie
CD-Aufnahmen (Auswahl)
- Schreker: Irrelohe (Rolle: Eva) Sony
- Strauss: Elektra (Rolle: Chrysothemis) Harmonia Mundi
- Wagner: Götterdämmerung (Rolle: Brünnhilde) Naxos
- Opernarien Canterino

DVD-Aufnahmen (Auswahl)
- Puccini: Turandot (Rolle: Turandot) TDK
- Strauss: Die Frau ohne Schatten (Rolle: Kaiserin) TDK
- Wagner: Lohengrin (Rolle: Ortrud) Naxos
- Wagner: Götterdämmerung (Rolle: Brünnhilde) TDK